# شرکت فورد موتور
شرکت فورد موتور (به انگلیسی: Ford Motor Company) شرکت خودروسازی چندملیتی آمریکایی است که مقر آن در دیربورن در حومهٔ شهر دیترویت ایالت میشیگان قرار دارد و در زمینه طراحی، توسعهٔ فناوری و تولید انواع خودرو و قطعات خودرو فعالیت می‌کند.
این شرکت در تاریخ ۱۶ ژوئن ۱۹۰۳ میلادی توسط هنری فورد بنیان نهاده شد و امروزه علاوه‌بر خودروهای سواری و باری فورد، خودروهای لوکسی با مارک لینکلن هم تولید می‌کند. این شرکت از سال ۱۹۳۸ خودروهای لوکس ارزان قیمت‌تری با برند مرکوری تولید می‌کرد، اما از سال ۲۰۱۱ تولید خودرو با این مارک را متوقف نمود.
فورد پیش‌تر سهام اندکی از شرکت ژاپنی مزدا و شرکت بریتانیایی استون مارتین را نیز در اختیار داشت. شرکت فورد در سال ۱۹۸۹ شرکت خودروسازی جگوار کارز و در سال ۲۰۰۰ شرکت لندرور را خریداری نمود، اما در ماه مارس سال ۲۰۰۸ هر دو را به شرکت هندی تاتا موتورز فروخت. فورد میان سال‌های ۱۹۹۹ تا ۲۰۱۰ مالک شرکت سوئدی ولوو نیز بود.
بنابر گزارش مرکز پژوهش Navigant در اوایل سال ۲۰۱۷ شرکت خودروسازی فورد در صدر فهرست سازندگان خودروهای خودگردان قرار دارد. شرکت خودروسازی فورد، هم‌اکنون دومین تولیدکننده خودرو در ایالات متحده آمریکا بوده و از پایان سال مالی ۲۰۱۱ به‌عنوان پنجمین خودروساز بزرگ جهان محسوب می‌شود. این شرکت در سال ۲۰۱۰ در فهرست فرچون ۵۰۰ در جایگاه هشتمین شرکت بزرگ در ایالات متحده شناخته شد. اکنون شمار کارکنان شرکت فورد بیش از ۲۱۳ هزار نفر اعلام شده، که در ۹۰ کارخانه این شرکت در سراسر جهان، فعالیت می‌کنند. خانواده فورد هم‌اکنون با در اختیار داشتن ۲درصد از سهام شرکت فورد، مالک اصلی آن محسوب می‌شود.

## تاریخچه

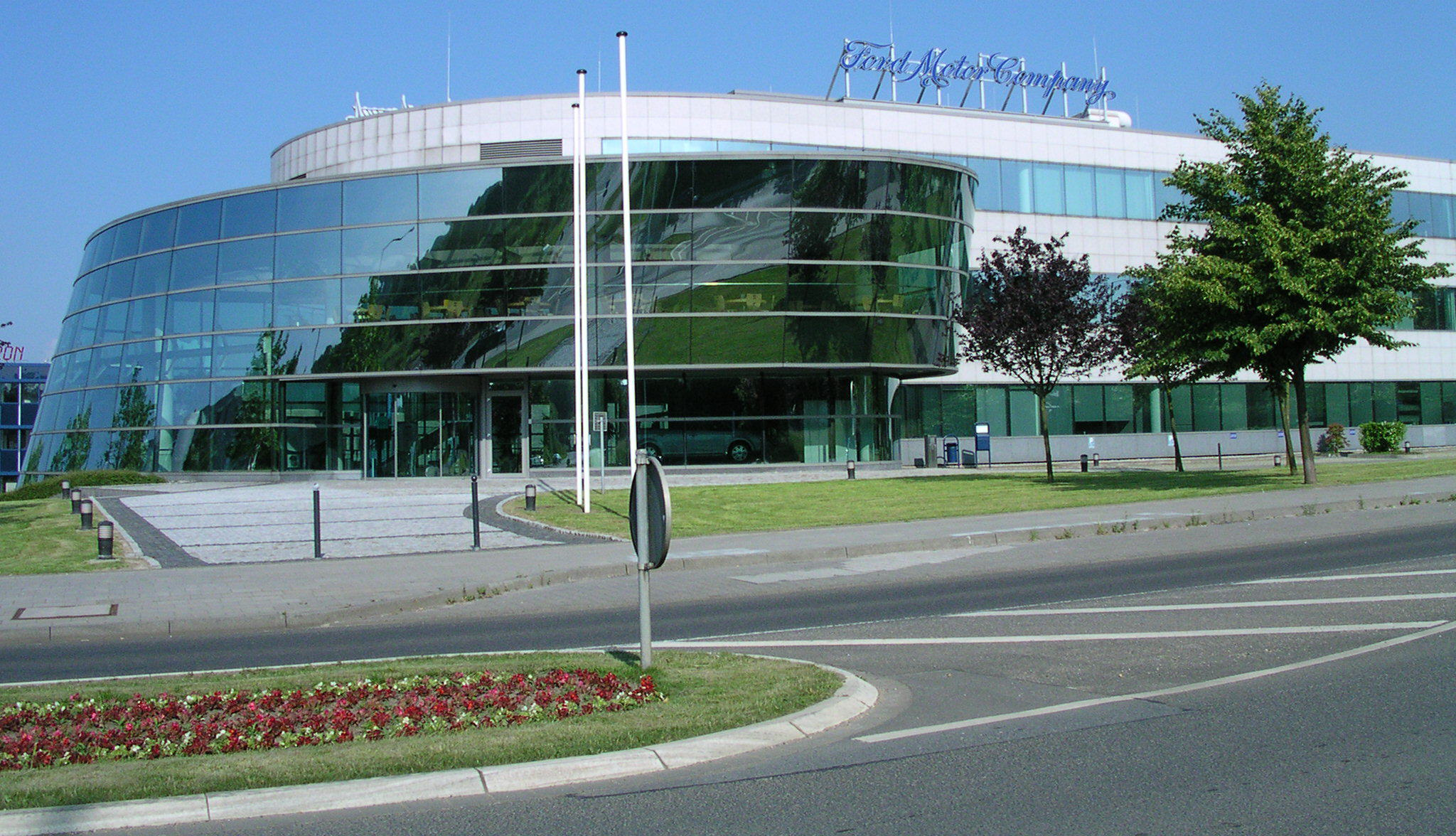
مرکز پژوهشی فورد، در آخن، آلمان

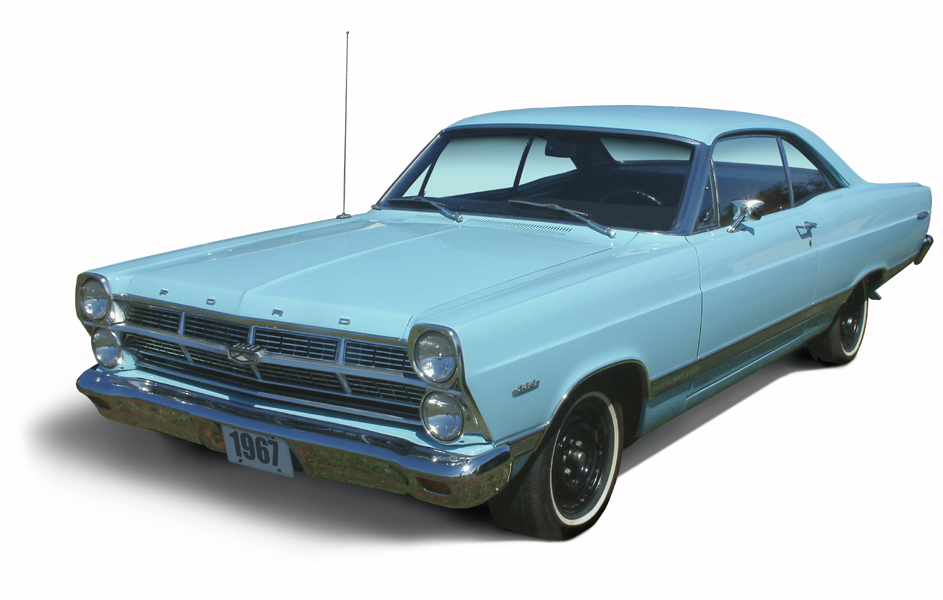
فورد فیرلین

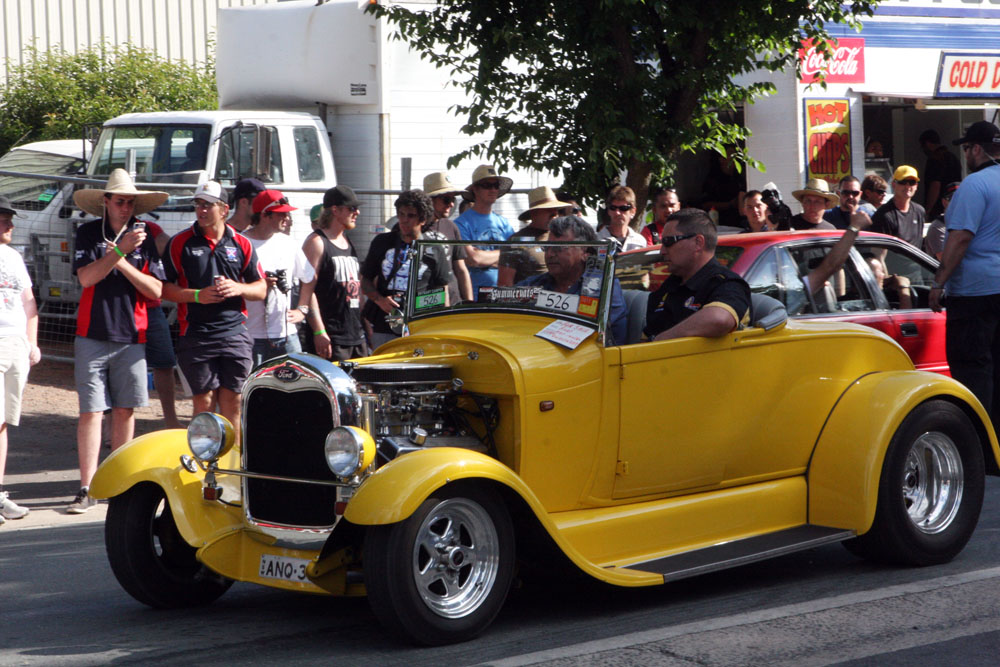
۲۵امین سالانه فورد در کنبرا

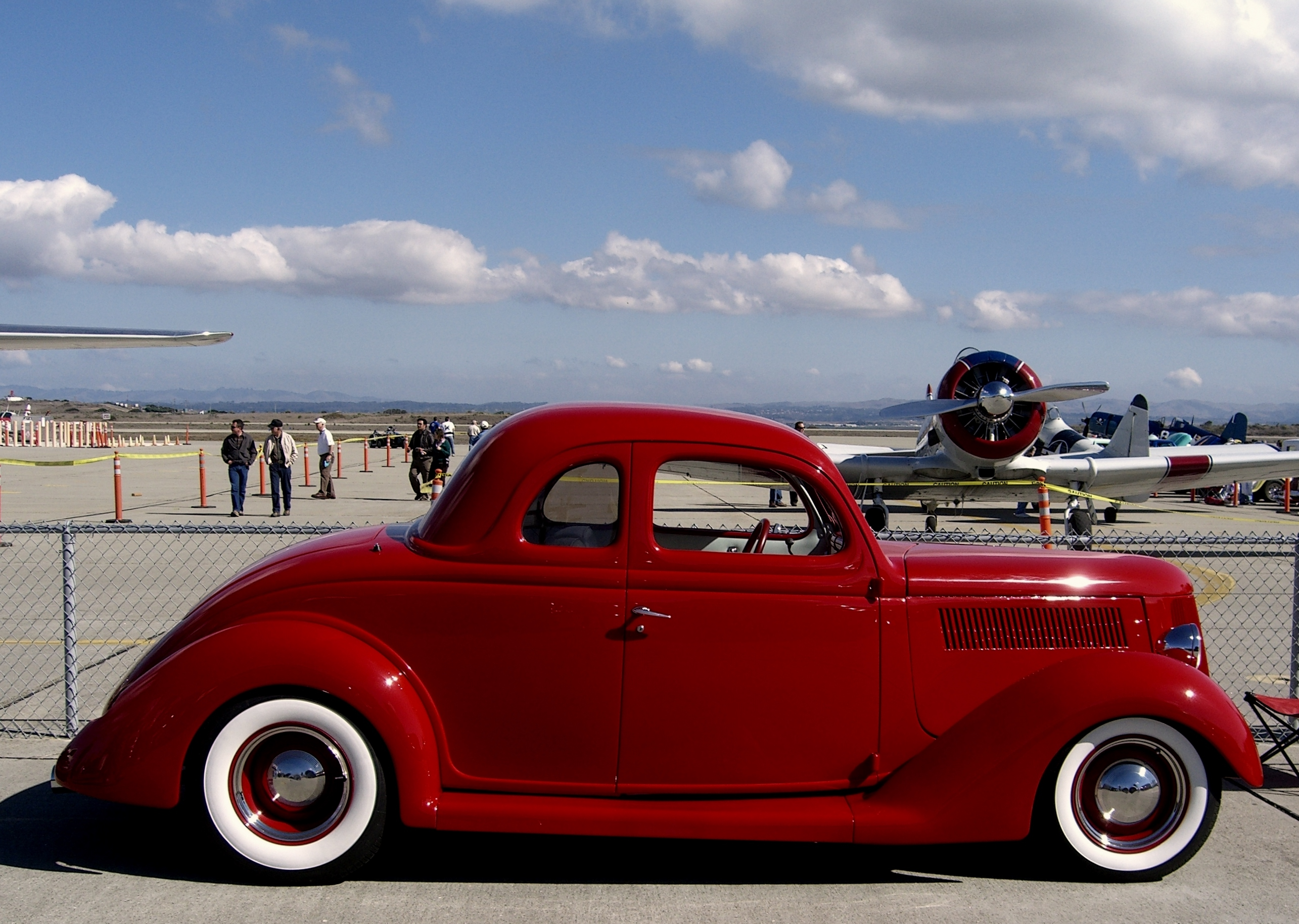
فورد کوپه

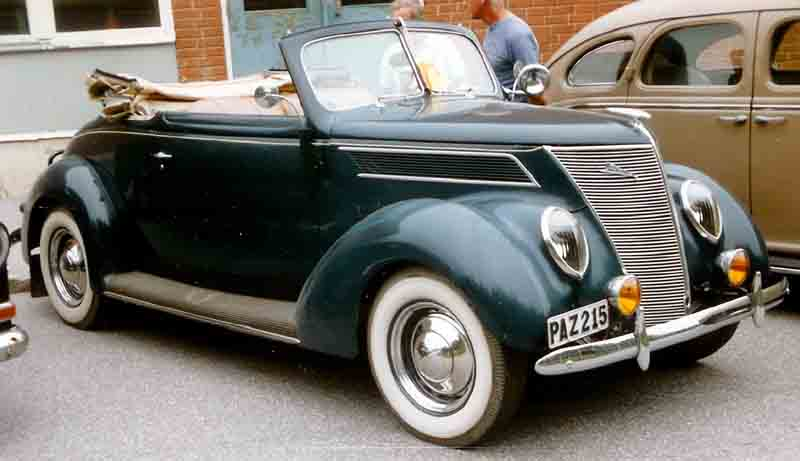
فورد

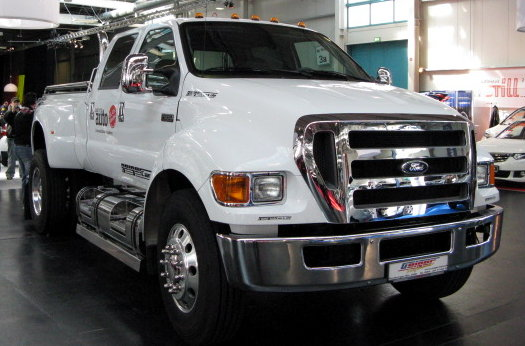
فورد

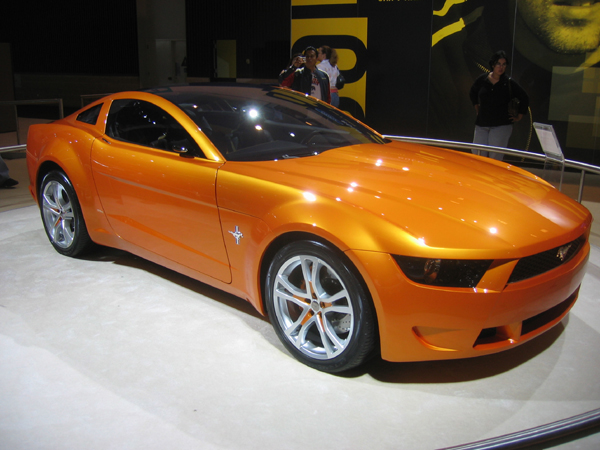
فورد موستانگ مدل Giugario در نمایشگاه خودروی لس آنجلس در

یکی ار نخستین خودروهای جهان در شرکت فورد تولید شد. گرچه این شرکت در سال، اما هفت سال پیش از آن، هنری فورد، بنیان‌گذار شرکت، به‌عنوان یک مهندس جوان و خلاق، نخستین وسیله نقلیه چهار چرخ را ابداع کرده و ساخته بود. این وسیله که «چهارچرخ» (QUADRICYCLE) نامیده می‌شد، مانند یک قایق، با فرمانی رانده می‌شد و بدون اینکه امکان برگشت به پشت داشته باشد، با دو سرعت متفاوت حرکت می‌کرد.
فورد جوان پنج سال پیش از آن، یعنی در سال ۱۸۹۱ به‌عنوان یک مهندس در شرکت توماس ادیسون در دیترویت کار می‌کرد. دو سال بعد که به جایگاه سرمهندسی ارتقا یافت، آن‌قدر پول کافی به دست آورده بود، تا به تکمیل تجارب شخصی خود در زمینه موتورهای درون‌سوز بپردازد.
سال ۱۹۰۳ زمانی که هنری فورد با سرمایه ۲۸٫۰۰۰ دلار به همراه ۱۱ سرمایه‌گذار توافق‌نامه همکاری با ایالت میشیگان را گرفت، شرکت فورد تأسیس شد. کمتر از یک ماه بعد، نخستین خودروی شرکت در دیترویت به یک دکتر فروخته شد.
مدل‌های تولیدی خودرو شرکت نخست نام حروف الفبا انگلیسی را داشت و تا ۱۹ حرف تولید شد. پس از تولید خودروی فورد مدل ای، در سال ۱۹۰۸ معروفترین و ماندگارترین مدل خودروی شرکت، یعنی فورد مدل تی به بازار آمد.
این خودرو سیاه رنگ، ساده و از نظر قیمت، مناسب بود. یک سال بعد که بیش از ۱۰۰ هزار دستگاه از این مدل تولید شد، قیمت خودرو از ۸۲۵ به ۳۶۰ دلار کاهش یافت. بهبود چشم‌گیر در کارایی تولید، به‌ویژه نصب و به‌کارگیری نخستین نوار نقاله خط مونتاژ، در سال ۱۹۱۳ در شرکت دلیل اصلی این امر بود.
در سال ۱۹۱۴، شمار کارکنان شرکت ۱۳٫۰۰۰ نفر بود، که ۳۰۰ هزار خودرو تولید می‌شد. در آن زمان بقیه ۲۹۹ خودروساز، با ۶۶٫۳۵۰ پرسنل، تنها ۲۸۰٫۰۰۰ خودرو تولید می‌کردند.
در سال ۱۹۱۸ نیمی از خودروهای ایالات متحده آمریکا، فورد مدل تی بود. سال ۱۹۲۲ شرکت بیش از یک میلیون خودرو از فورد مدل تی تولید کرد، که ۵۶ درصد تولید خودرو جهان بود. این مقدار در سال‌های بعد، به سالانه دو میلیون خودرو رسید. در سال ۱۹۲۰، فورد در هر دقیقه، یک خودرو تولید می‌کرد. در فاصله ۲۰ سال از تولید مدل تی، بیش از ۱۵ میلیون دستگاه از آن به فروش رفت.
در سال ۱۹۱۹ فورد و پسرش ادسل، که قصد توسعه شرکت را داشتند و با مقاومت سهامداران روبرو شده بودند، همه سهام شرکت را خریدند. در همین سال، هنری فورد، رهبری شرکت را به دست پسرش سپرد. یک سال بعد، شرکت برای حمل مواد و قطعات به کارخانه و آمادگی برای تولید انبوه، از راه‌آهن استفاده کرد. شرکت در سال ۱۹۲۵، شرکت موتور لینکلن را خرید و در دهه ۱۹۳۰ نیز بخش مرکوری برای خودروهای با قیمت متوسط، تأسیس شد.
ادسل فورد، برخلاف پدرش که به مکانیک علاقه و تأکید داشت، دوستدار طراحی بود. او اول بار در سال ۱۹۳۳ واحد طراحی را در شرکت فورد، دایر کرد، که حاصل کار آن، طراحی‌های نوین خودرو بود. در سال ۱۹۴۳، ادسل که از ۱۹۱۷ نایب رئیس و از ۱۹۱۹ رئیس هیئت مدیره شرکت فورد بود، درگذشت. هنری فورد دوباره به صحنه اجرایی شرکت برگشت و رهبری را به دست گرفت. پس از انتظام کارها، رهبری شرکت به پسر ادسل و نوه هنری یعنی؛ هنری فورد دوم رسید. او تا سال ۱۹۷۹ قدرتمندانه در سمت مدیرعاملی شرکت، فعال بود و هشت سال بعد، درحالی‌که به‌عنوان رئیس هیئت مدیره شرکت فورد، عمل می‌کرد، درگذشت.
در این مدت نخستین شرکت لیزینگ خودرو توسط فورد تأسیس شد. در سال ۱۹۸۸ فروش شرکت به ۳٬۵ میلیارد دلار رسید، که تا آن زمان بالاترین سطح در شرکت‌های خودروسازی محسوب می‌شد.
پس از مرگ هنری فورد دوم، پسر برادرش بیل فورد رهبری شرکت را در دست گرفت و با توجه به تغییرات فضای صنعت خودروسازی، شرکت را در مسیر جدید هدایت کرد. در سال ۱۹۹۸ فورد نخستین شرکت خودروسازی بود که استاندارد زیست‌محیطی ایزو ۱۴۰۰۱ را دریافت کرد. در سال ۲۰۰۱ حداقل ۹۰٪ درصد از تأمین کنندگان فورد، طرح اجرای این استاندارد را در برنامه داشتند و اکنون همه تأمین‌کنندگان به دریافت این گواهینامه نائل آمده‌اند.
ابداع خط تولید برای تولید انبوه، کاری که هنری فورد انجام داد، استفاده از نوار نقاله برای خط تولید و دستیابی به تولید انبوه خودرو از این طریق بود. درحقیقت به‌کارگیری همین خط تولید انبوه توسط فورد بود، که کاربرد عملی مدیریت علمی تیلور را، که به محور تخصص‌گرایی و تقسیم کار استوار شده بود، به نقطه اوج رساند.
گفته می‌شود که هنری فورد ایده خط تولید را، از مشاهداتی در کشتارگاه شیکاگو یادگرفته بود. نکته دیگری که در کار فورد وجود داشت و محور تفکر او محسوب می‌شد، به‌وجود آوردن استاندارد واحد در تولید قطعات خودرو از طریق تأمین کنندگان مختلف بود.
این همان چیزی است، که امروزه نیز خودروسازان به آن تکیه و تأکید می‌کنند. فورد در بدو تأسیس تنها چهار تأمین‌کننده داشت. با ورود خودروی مدل تی و تولید انبوه آن، شمار تأمین کنندگان به سرعت افزایش یافت و در دهه ۱۹۵۰ به ۶۰۰۰ رسید.
در آن زمان اصطلاح ۶۰۰۰ شریک برای نامیدن این تأمین‌کنندگان از سوی شرکت فورد به کار برده می‌شد. گرچه روش تولید انبوه فورد با افزایش بهره‌وری منجر به دستیابی شرکت به سودهای کلان شد، اما مهارت‌ها و شایستگی‌های فردی، از میان رفت و به جای آن تولید بر پایه تقسیم‌بندی‌های دقیق و جزئی کار با حد و مرز کاملاً مشخص مطرح گردید.
او معتقد بود که افراد باید همان کاری را انجام دهند که برای آن استخدام شده‌اند. کارگران باید بدون تفکر مشغول به یک کار ویژه تکراری شوند. بدین جهت از فورد به‌عنوان کسی یاد می‌شود، که محیط کار را انسانیت‌زدایی (به انگلیسی: DE-HUMANIZE) کرد. البته آنچه هنری فورد با ماشین‌آلات انجام می‌داد، نوه‌اش هنری فورد دوم با نیروی کار عمل می‌کرد و بدین ترتیب، به مرور زمان از خشکی و بی‌رحمی آن روش کاسته می‌شد.

## برندها

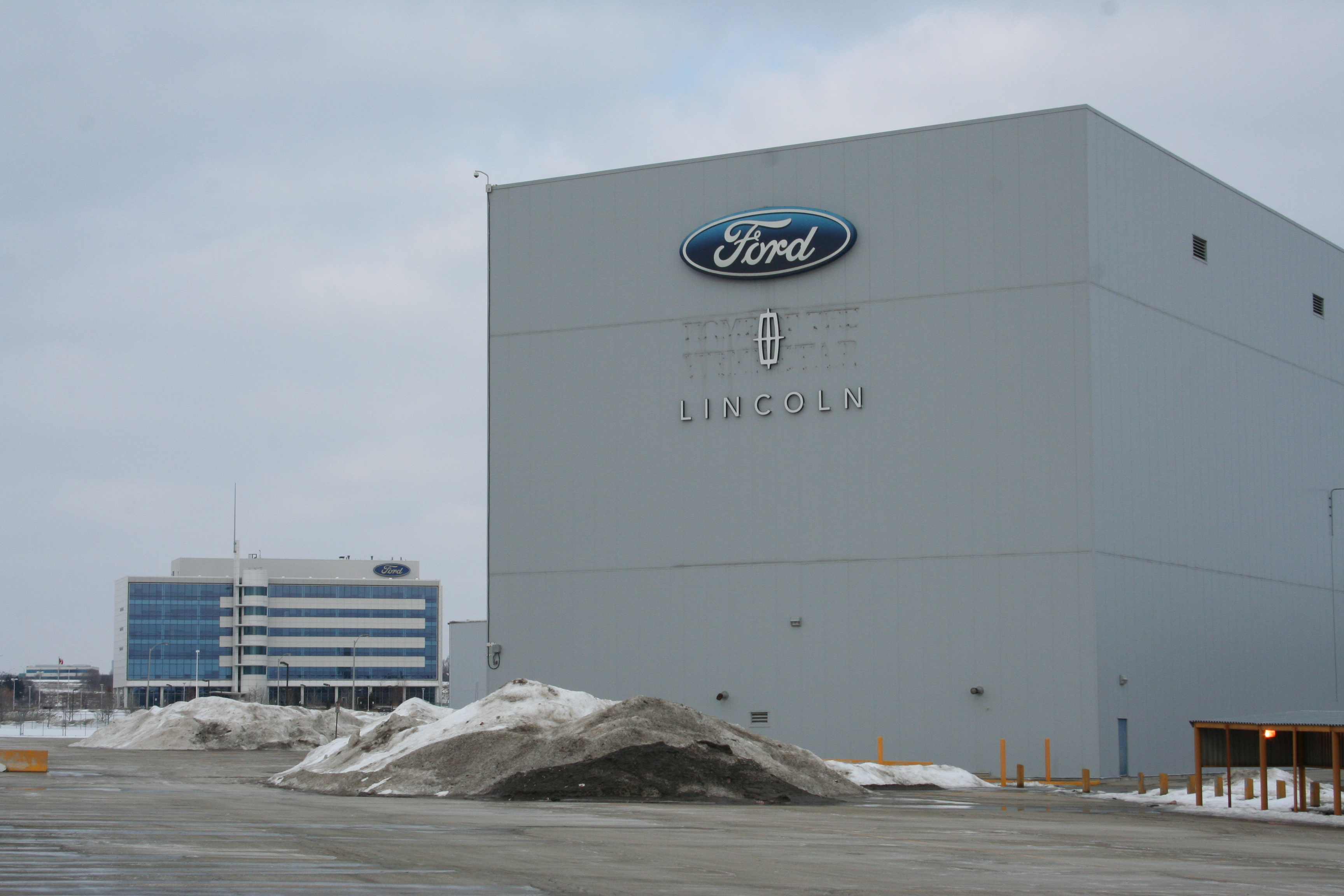
کارخانه مونتاژ فورد لینکلن، اوکویل

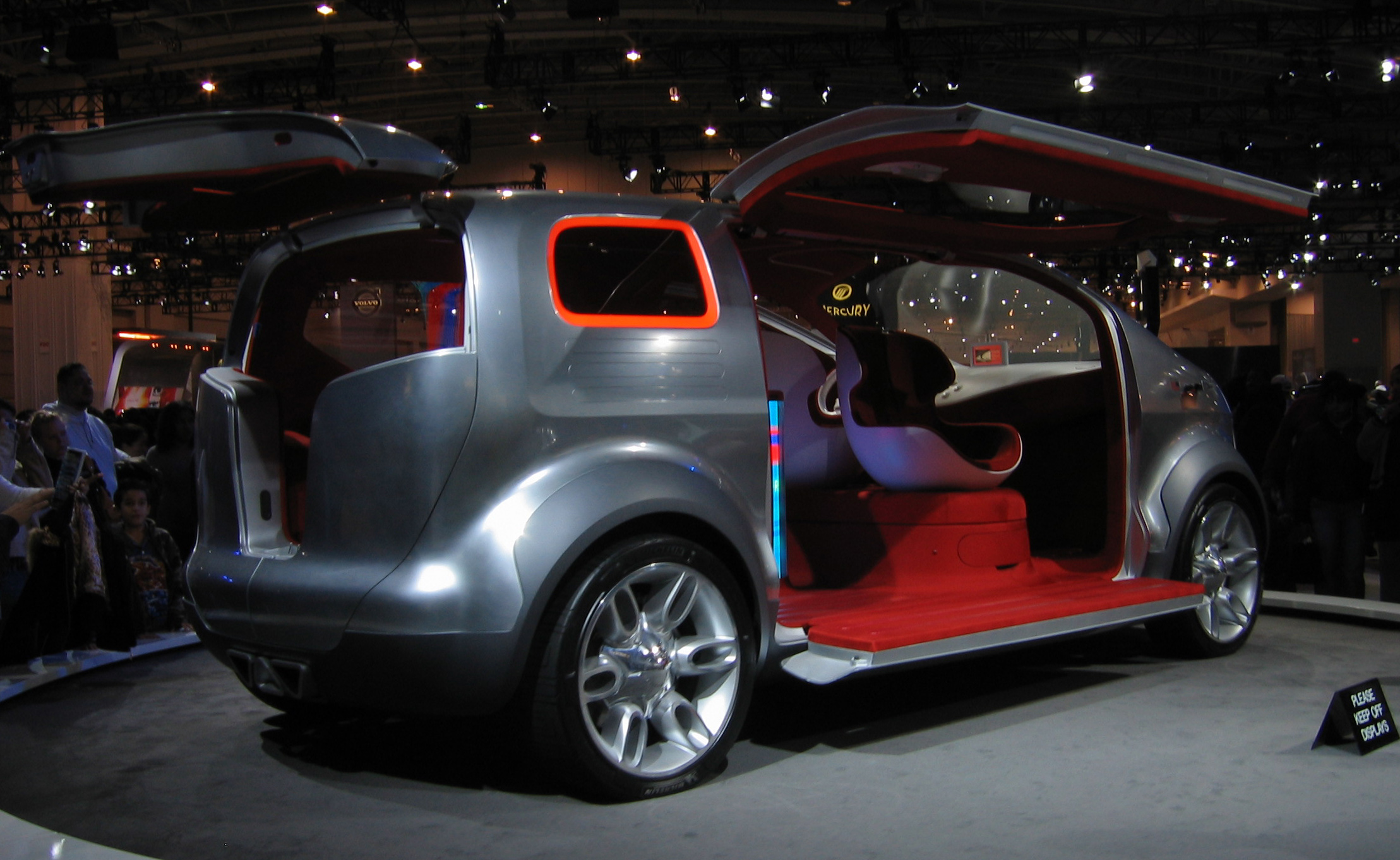
فورد ایراستریم مدل ۲۰۰۷، نمایشگاه خودرو واشینگتن

شرکت فورد، در تاریخچه فعالیتش در صنعت خودروسازی، تاکنون محصولاتش را در قالب ۹ برند و زیر برند عرضه نموده است، که عبارتند از: فورد، لینکلن، مرکوری، جگوار، استون مارتین، مزدا، ولوو، لندرور، رنجرور، چانگان و ادسل.
خط تولید خودروهای برند ادسل، در سال ۱۹۶۰ تنها ۲ سال پس از آغاز فعالیتش، متوقف شد. در ۱۹۸۹ تولید برند مرکوری نیز متوقف گشت. کارخانه تولید خودروهای برند مرکوری نیز در سال ۲۰۱۱ بعلت اقتصادی نبودن، تعطیل شد.
همچنین بزرگ‌ترین خودروساز چین یعنی چانگان نیز اکنون بزرگ‌ترین جوینت ونچر شرکت فورد آمریکاست و در هر دو بخش طراحی بدنه و موتور وامدار شرکت فورد است و به همین خاطر محصولات چانگان به واسطه این شریک تجاری در ایالات متحده هم به فروش می‌رسد. فورد یکی از معدود شرکت‌های تولیدکننده خودرو در چین است که در این کشور زیر برند sub brand ندارد. دفاتر مرکزی و طراحی چانگان اکنون علاوه بر شانگهای در میشیگان واقع شده‌اند. منبع
در سال ۲۰۰۸ برندهای جگوار، لندرور و رنجرور به‌طور یک‌جا به ارزش ۲٫۳ میلیارد دلار به شرکت هندی تاتا موتورز واگذار گردید.
شرکت فورد در سال ۲۰۱۰ میلادی ولوو کارز را با قیمت ۱٫۸ میلیارد دلار به شرکت چینی جیلی فروخت.
| برند         | کشور                | سال          | بازار فروش               |
| ------------ | ------------------- | ------------ | ------------------------ |
| فورد         | ایالات متحده آمریکا | ۱۹۰۳ تاکنون  | جهانی                    |
| لینکلن       | ایالات متحده آمریکا | ۱۹۲۲ تاکنون  | آمریکای شمالی، خاورمیانه |
| مرکوری       | ایالات متحده آمریکا | ۱۹۳۹ تا ۲۰۱۱ | آمریکای شمالی            |
| ادسل         | ایالات متحده آمریکا | ۱۹۵۸ تا ۱۹۶۰ | آمریکای شمالی            |
| مرکور        | ایالات متحده آمریکا | ۱۹۸۵ تا ۱۹۸۹ | آمریکای شمالی            |
| جگوار        | بریتانیا            | ۱۹۸۹ تا ۲۰۰۸ | جهانی                    |
| استون مارتین | بریتانیا            | ۱۹۸۹ تا ۲۰۰۷ | جهانی                    |
| ولوو کارز    | سوئد                | ۱۹۹۹ تا ۲۰۱۰ | جهانی                    |
| لندرور       | بریتانیا            | ۲۰۰۰ تا ۲۰۰۸ | جهانی                    |

لیست متنوع خودروهایی که شرکت فورد در بیش از صد سال تولید کرده، حجم یک کتاب را اشغال می‌کند. نخستین مدل شرکت فورد، خودروی فورد مدل ای و نخستین مدلی که به تولید انبوه رسید فورد مدل تی بود، که ابتدا تنها با رنگ مشکی تولید می‌شد و سپس در رنگ‌های دیگر نیز عرضه گردید. مدل تی فورد رکورد بیشترین تولید یک مدل خودرو در جهان را دارد و از مدل فولکس‌واگن بیتل نیز پیشی گرفته است.

## چشم‌انداز
چشم‌انداز شرکت فورد در وبگاه رسمی شرکت خودروسازی فورد، چنین عنوان شده است: خلق محصولات عالی که به مشتری، سهام‌داران و جامعه فایده برساند.

## تحقیق و توسعه

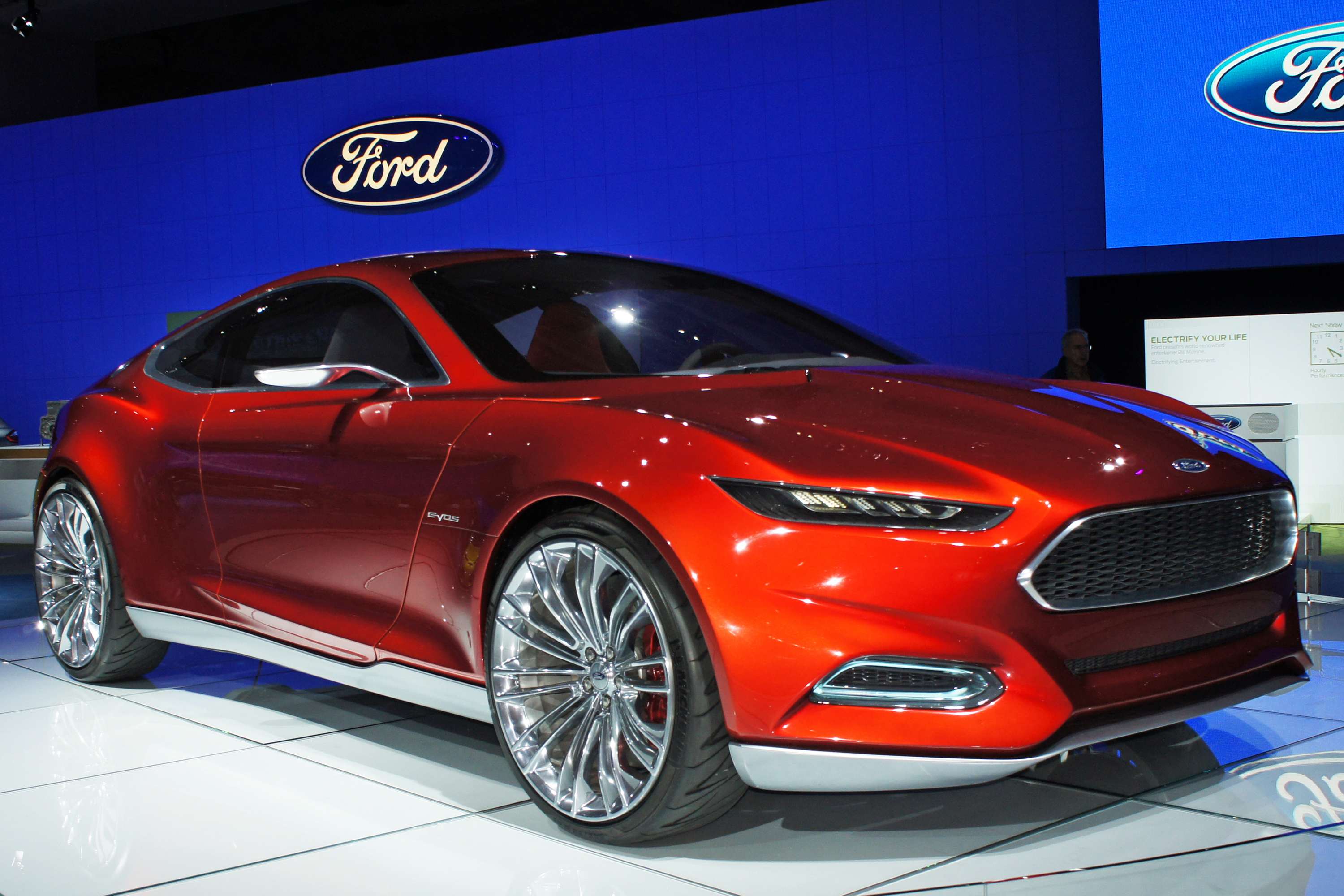
فورد اووس هیبریدی مدل ۲۰۱۲، شوی خودرو واشینگتن

شرکت فورد از دهه ۱۹۶۰ برای توسعه خودروهایی که نسبت به موتورهای سنتی، آلودگی کمتری ایجاد می‌کنند، سرمایه‌گذاری و تحقیق کرده است. اکنون فورد یکی از پیشگامان تولیدکننده خودروهایی است که با انتشار کمترین آلودگی، استانداردهای مختلف زیست‌محیطی را پاسخ می‌دهند.
خودروهای هیبریدی شرکت با موتور برقی چهار سیلندر در همین حوزه عرضه شده است. شرکت فورد، در زمینه عرضه خودروهایی که از هیدروژن به‌عنوان نیروی محرکه استفاده می‌کنند و آب تنها خروجی آنهاست نیز کار کرده است. در این موارد از پیل‌های سوختی استفاده می‌شود.
نخستین خودرو شرکت با سوخت هیدروژنی در سال ۲۰۰۲ عرضه گردید. شرکت در زمینه فناوری بیودیزل و دیزل‌های تمیز نیز در حال تحقیق است.
به‌کارگیری اتانول به‌عنوان یک سوخت تمیز نیز در دستور کار قرار دارد. اتانول سوخت تجدیدشونده‌ای است، که از ذرت یا سایر دانه‌های روغنی گرفته می‌شود و به میزان ۸۵ درصد با گازوئیل مخلوط می‌شود. از ۱۹۹۶ تاکنون، بیش از ۶/۱ میلیون دستگاه خودرو که با سوخت اتانول کار می‌کند توسط شرکت فورد فروخته شده است.

## کارکنان

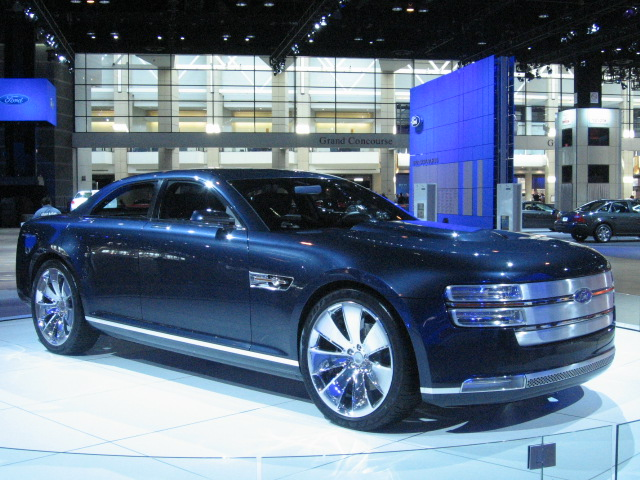
فورد اینترسپتور مدل ۲۰۰۷، شوی خودرو شیکاگو

شمار کارکنان شرکت در سال ۲۰۰۶، معادل ۲۸۳٫۰۰۰ نفر بوده است، که در ۱۰۸ کارخانه فورد، در سراسر جهان به کار مشغول هستند. از این شمار ۱۲۸ هزار نفر در آمریکای شمالی کار می‌کنند و به ترتیب در آمریکای جنوبی، اروپا و آسیا، ۱۳، ۶۶ و ۱۸ هزار نفر فعال هستند.

## فروش

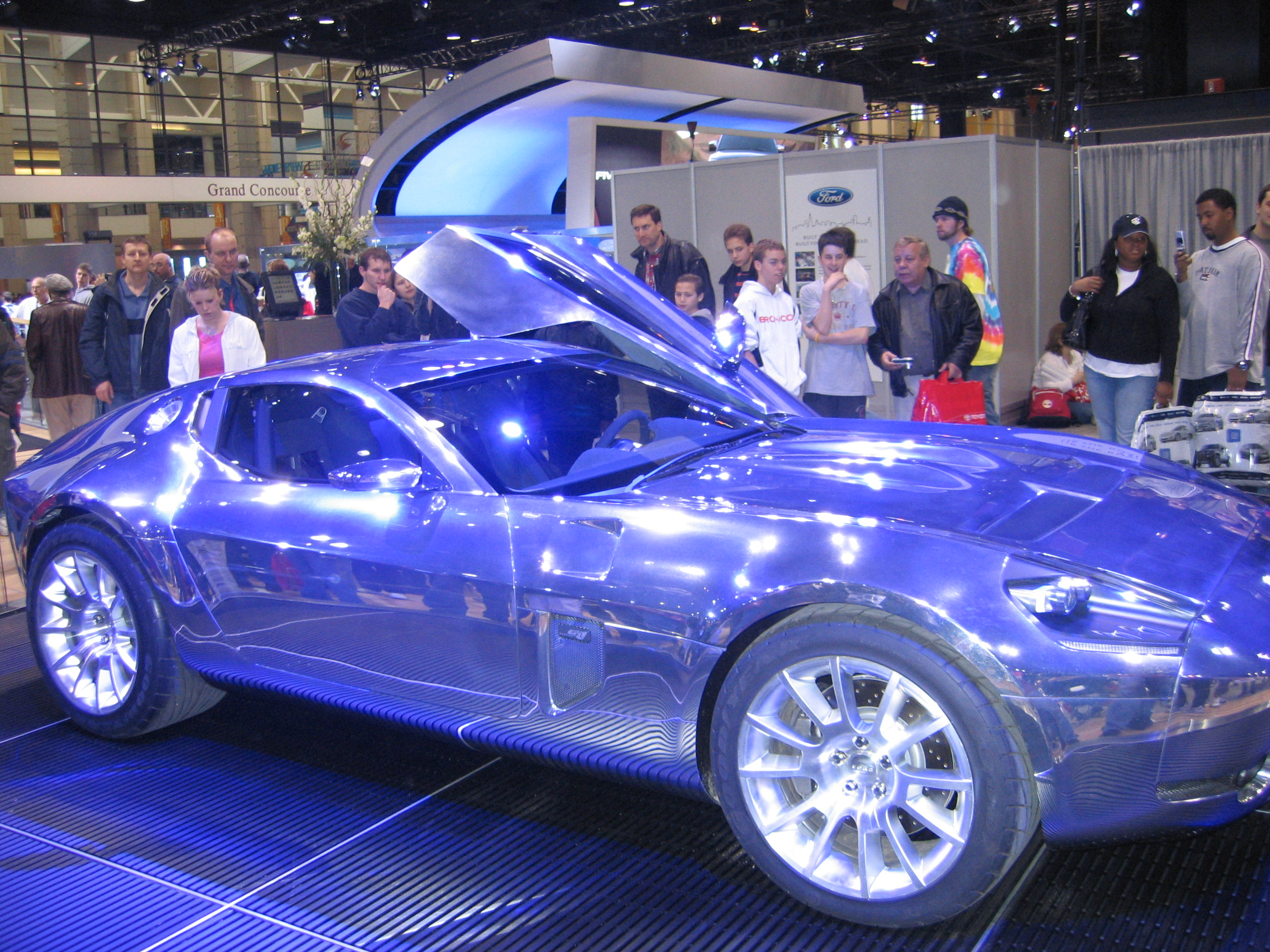
فورد پروتوتایپ مدل ۲۰۰۵، شوی خودرو شیکاگو

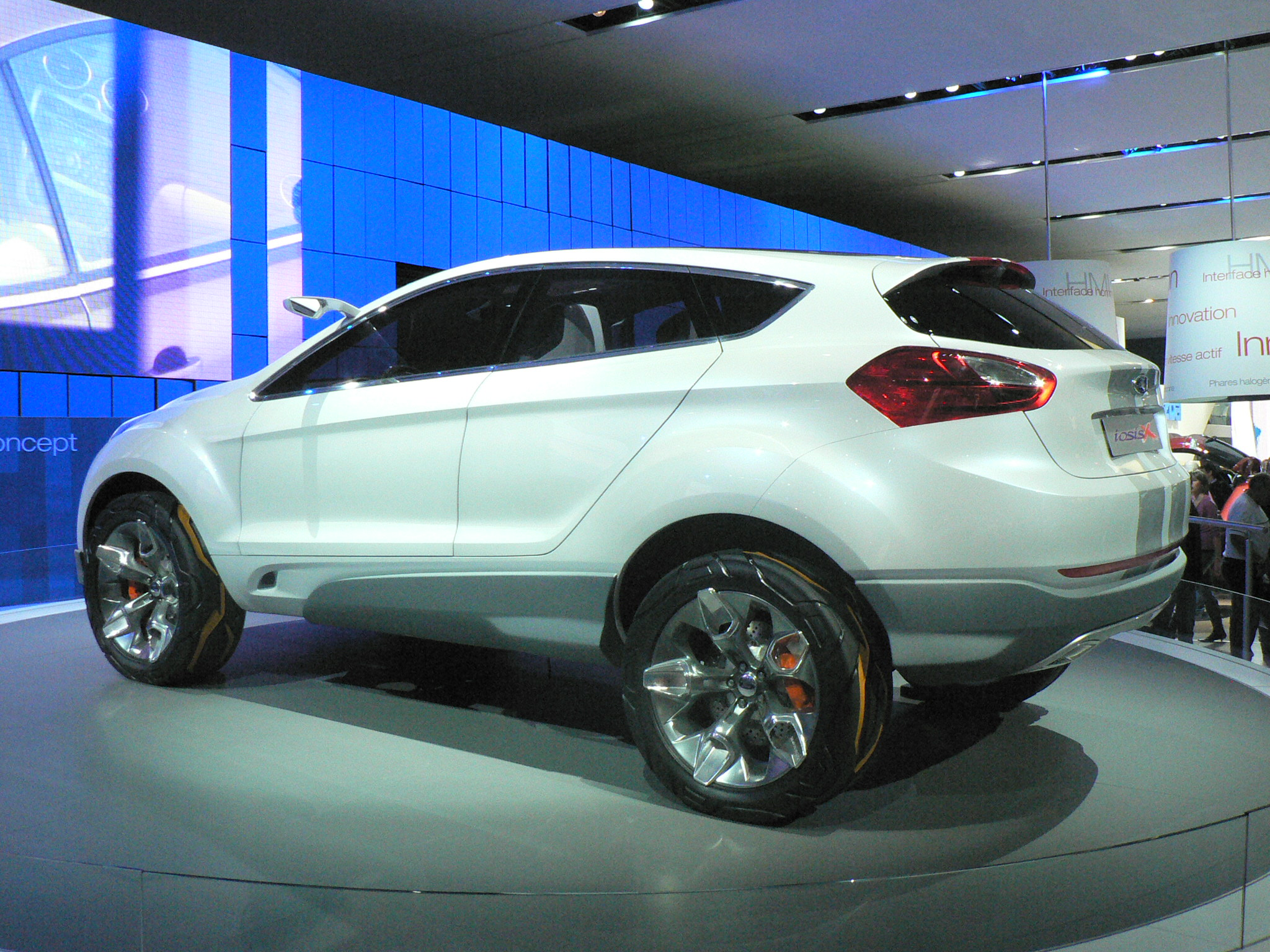
فورد یوسیس مدل ۲۰۰۶، شوی خودرو پاریس

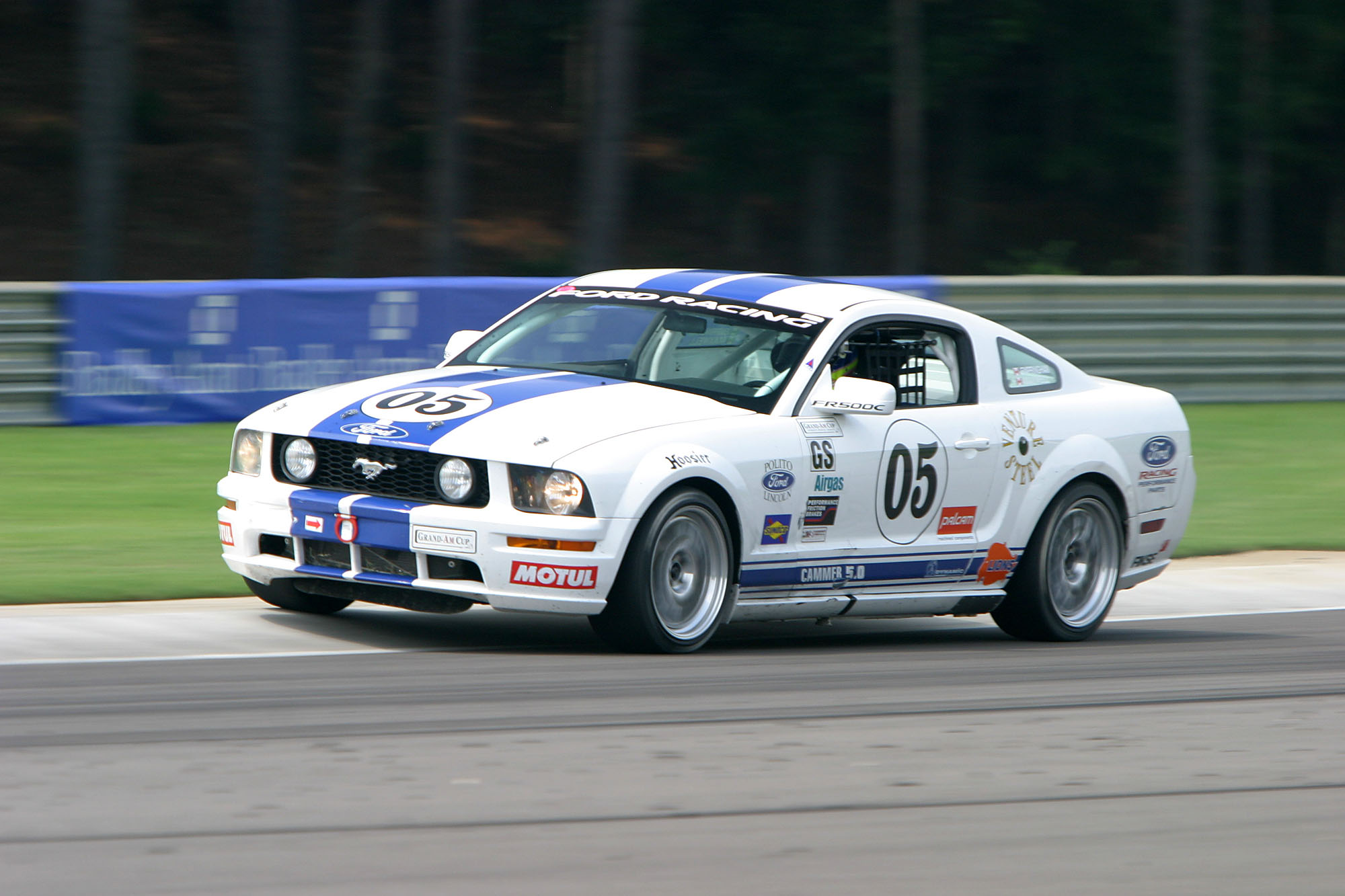
فورد موستانگ جی‌تی

شرکت فورد با فروش ۱۷۷ میلیارد دلاری در سال ۲۰۰۶، از لحاظ درآمد به‌عنوان چهارمین خودروساز جهانی پس از جنرال موتورز، دایملر آگ و تویوتا قرار گرفت. بدین ترتیب رتبه نهم برترین شرکت‌های جهان، به فورد اختصاص یافت. میزان تولید خودرو در این سال در شرکت ۵٬۹۷۶٬۰۰۰ دستگاه بوده است که نیمی از آن در آمریکای شمالی تولید شده است.
در سال ۲۰۱۲ میزان درآمد فورد به ۱۳۴ میلیارد دلار کاهش یافت، که در این سال، سود خالصی معادل ۵٫۶۶ میلیارد دلار را عاید این شرکت نمود. شرکت فورد از سال ۲۰۱۰ به بعد، در فهرست بزرگ‌ترین خودروسازهای جهان یک پله سقوط کرد و پس از جنرال موتورز، تویوتا، گروه فولکس‌واگن و دایملر آ گ در جایگاه پنجم قرار گرفت.
| سال مالی | فروش آمریکا |
| -------- | ----------- |
| ۱۹۹۹     | ۴٬۱۶۳٬۳۶۹   |
| ۲۰۰۰     | ۴٬۲۰۲٬۸۲۰   |
| ۲۰۰۱     | ۳٬۹۷۱٬۳۶۴   |
| ۲۰۰۲     | ۳٬۶۲۳٬۷۰۹   |
| ۲۰۰۳     | ۳٬۴۸۳٬۷۱۹   |
| ۲۰۰۴     | ۳٬۳۳۱٬۶۷۶   |
| ۲۰۰۵     | ۳٬۱۵۳٬۸۷۵   |
| ۲۰۰۶     | ۲٬۹۰۱٬۰۹۰   |
| ۲۰۰۷     | ۲٬۵۰۷٬۳۶۶   |
| ۲۰۰۸     | ۱٬۹۸۸٬۳۷۶   |
| ۲۰۰۹     | ۱٬۶۲۰٬۸۸۸   |
| ۲۰۱۰     | ۱٬۹۳۵٬۴۶۲   |
| ۲۰۱۱     | ۲٬۱۴۳٬۱۰۱   |
| ۲۰۱۲     | ۲٬۲۵۰٬۱۶۵   |

## بنیان‌گذار

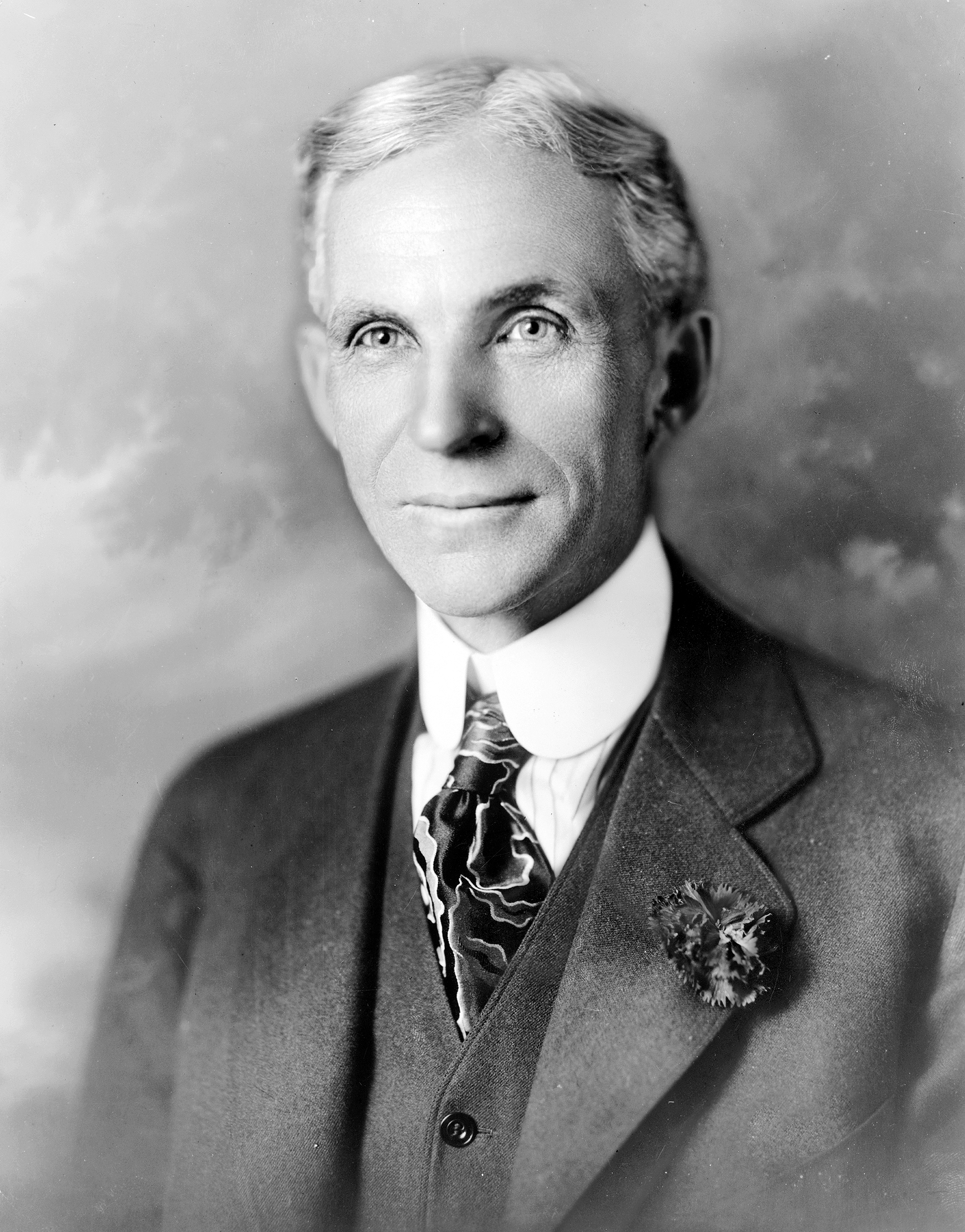
هنری فورد

هنری فورد (۱۹۴۷ – ۱۸۶۳) در سال ۱۹۰۳ شرکت فورد را تأسیس کرد. هنگامی که در سال ۱۸۹۹ او شغل خود را در شرکت ادیسون ترک کرد و همه سرمایه‌اش را در کسب تجربه تولید خودرو گذاشت، همگان او را نادان خواندند. البته او یک انسان خود ساخته بود. از روزی که در مزرعه رشد کرد و برای گذران زندگی به تعمیر ساعت پرداخت، همواره مستقل بود.
هنری فورد شیوه استفاده از خط تولید و رسیدن به تولید انبوه را به جهان ارائه داد. او به طراحی و ساخت قطعات هم‌سان و هم‌شکل در خودرو همت گماشت و نخستین استانداردها را در این زمینه تدوین و عرضه کرد. او پیش از آنکه در ساخت و ساز صنعتی نابغه باشد، در بازاریابی نابغه بود.
فورد به خوبی دریافته بود، که بازار خاصی برای خودرو میان طبقه متوسط جامعه وجود دارد. فورد انسان سخت‌کوش و متفکری بود. او بر این باور بود که همه چیز در کسب و کار موفق با تفکر آغاز می‌شود و با تفکر توسعه و تحول می‌یابد. بهبود ناشی از تفکر، باعث افزایش موفقیت است. او تأکید داشت که وقتی این راه را آغاز کردم، یک ایده داشتم و دائماً راجع به آن فکر می‌کردم. اگر فکر کنید و کار را با تفکر همراه سازید موفقیت شما حتمی است. هنری فورد عامل بزرگ موفقیت را در یافتن نیازهای اجتماع و فهم طبیعت آدمی می‌دانست.

## مدیریت ارشد

### مدیرعامل
از سپتامبر ۲۰۰۶، آلن مولالی به سمت مدیرعامل شرکت فورد برگزیده شده است. او نایب رئیس شرکت بوئینگ و مدیرعامل هواپیماهای تجاری بوئینگ بود، که از ۱۹۶۹ در آن شرکت فعالیت می‌کرد. شاید به کار گرفتن او در این سمت به دلیل تجارب ارزشمندش در ارتقای شرکت بوئینگ و استفاده از آن برای حل بحران‌های پیش روی شرکت فورد، در فضای کاملاً رقابتی است.
بدین جهت است که شرکت فورد، در هیئت مدیره خود از یورما اولیلا مدیرعامل پیشین شرکت نوکیا و رئیس هیئت مدیره رویال داچ شل نیز استفاده کرده است.

### رئیس هیئت مدیره

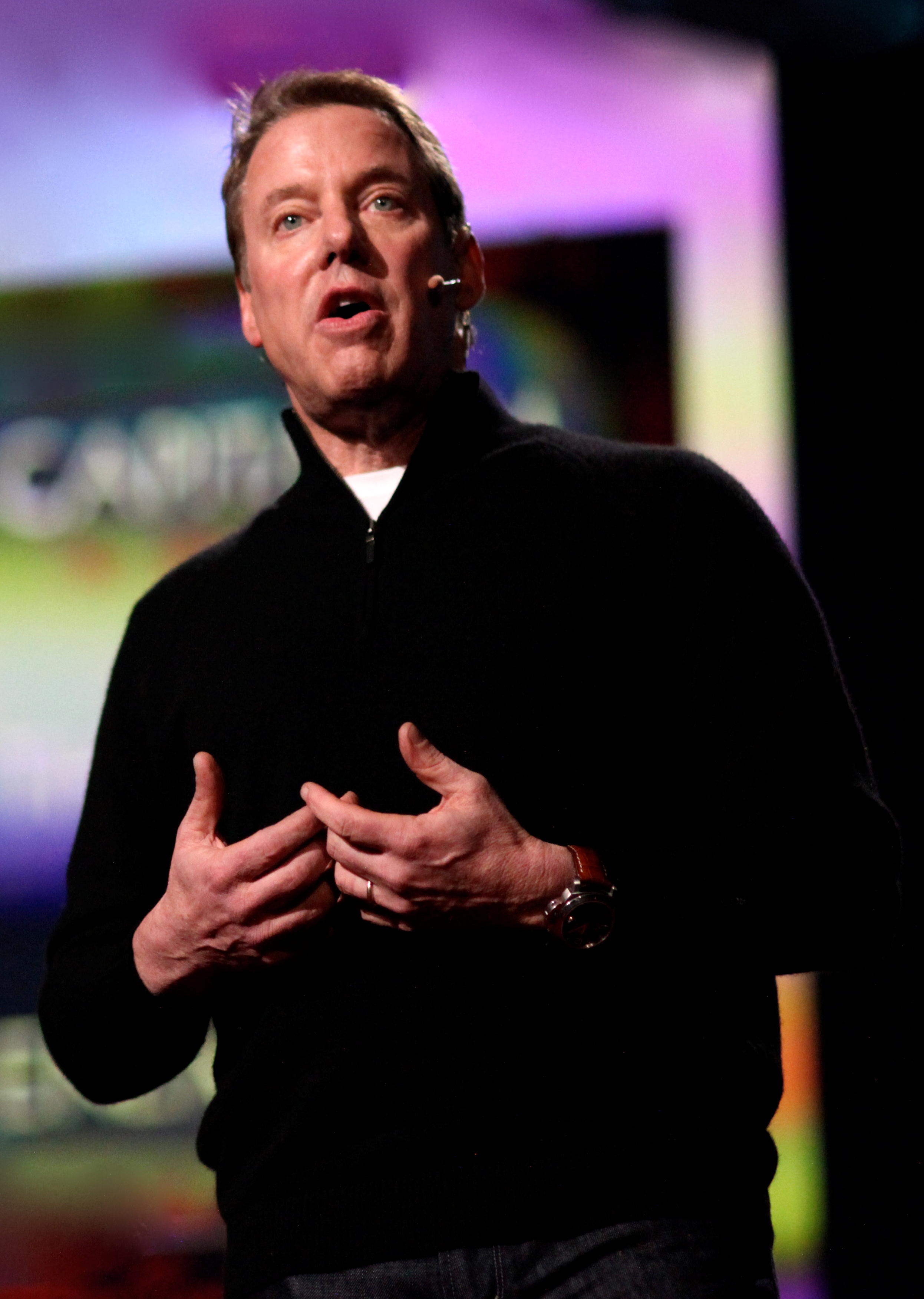
بیل فورد، رئیس هیئت مدیره فورد

ویلیام کلی فورد، جونیور. مدیرعامل پیشین شرکت نیز در سمت رئیس هیئت مدیره فورد عمل می‌کند. او از خانواده فورد و افراد تأثیرگذار در شرکت محسوب می‌شود. ویلیام فورد می‌گوید: شرکت ما بر ارزش‌ها بنا نهاده شده است. ارزش‌ها به ما کمک کرده است تا بدین جایگاه برسیم و به ما کمک خواهد کرد تا آینده پایداری به دست آوریم. ما اصول کسب و کار ۱۰۰ سال بعد خود را تنظیم کرده‌ایم. این اصول، استانداردهایی را پی می‌ریزد که به نظر من برای بقای هر شرکتی در قرن بیست و یکم الزامی است. آن‌ها مشخص می‌کنند که ما چگونه ارزش دراز مدت برای سهام‌داران خود می‌آفرینیم.

## بازسازی ساختار
پس از افت شدید فروش خودرو و متحمل شدن زیان سنگین ۱٫۶ میلیارد دلاری در سال‌های ۲۰۰۵ و ۲۰۰۶، مدیران شرکت فورد تصمیم به تغییر ساختار تولید و منابع انسانی شرکت گرفتند. در این راستا شرکت فورد اعلام کرد که ۱۴ کارخانه را تعطیل و ۳۰٬۰۰۰ کارمند خود را اخراج خواهد نمود.
در این راستا، ولوو و جگوار را فروخته، و تولید خودرو با مارک مرکوری را متوقف کرد.

## خودروهای تولیدی
| سال ساخت               | مدل                          | توضیحات | تصویر |
| ---------------------- | ---------------------------- | --- | ----- |
| خودروهای شهری          |                              | |       |
| ۱۹۹۶–۲۰۰۸ ۱٫۴۰۰٫۰۰۰    | فورد کا                      | نخستین نسل بر پایه فورد فیستا. |       |
| ۲۰۰۳–۲۰۰۵ ۳۷٫۰۰۰       | فورد استریتکا                | خودروی دو در بر پایه فورد کا |       |
| ۲۰۰۹–۲۰۱۷              | فورد کا دو                   | نسل دوم از خودروهای مینی شرکت فورد، که بر پایه فیات ۵۰۰ (۲۰۰۷) ساخته شده است. |       |
| خودروهای سوپرمینی      |                              | |       |
| ۱۹۷۶–۱۹۸۳              | فورد فیستا                   | نخستین نسل از خودروهای سوپرمینی فورد است، که در اواسط سال ۱۹۸۱ طراحی آن آغاز شد، در این مدل، از ضربه گیرهای فولادی، با گوشه‌های پلاستیکی به جای ضربه گیر کروم استفاده شده است. |       |
| ۱۹۸۳–۱۹۸۹              | فورد فیستا سری۲              | نسل دوم از فورد فیستا با موتور دیزل و با مبدل کنترل شده. |       |
| ۱۹۸۹–۱۹۹۶              | فورد فیستا سری۳              | مدل توسعه یافته از فورد فیستا، با سامانه تعلیق مدرن، موتورهای جدید و اضافه شدن بسیاری از نوآوری‌های فنی مانند ترمز ای‌بی‌اس، فرمان هیدرولیک، کیسه هوا و تهویه مطبوع. |       |
| ۱۹۹۵–۲۰۰۱              | فورد فیستا سری۴              | نسل چهارم فورد فیستا در سال ۱۹۹۵ با طراحی جدید و موتور توسعه یافته عرضه شد. از اواخر تابستان سال ۱۹۹۹ نیز نسل پنجم از مدل فیستا، تولید شد، که چراغ‌های جلو اصلاح شده و پنجره مشبک برای مطابقت با طراحی جدید خودرو، استفاده شده است. این مدل، به‌عنوان مزدا ۱۲۱ نیز شناخته می‌شود.                                                     |       |
| ۲۰۰۱–۲۰۰۸              | فورد فیستا سری۶              | نسل ششم فورد فیستا با طراحی کاملاً جدید و موتور دیزلی تزریق مستقیم عرضه گردید. از این مدل، یک نسخه اسپورت نیز تولید شده است. در پاییز سال ۲۰۰۵ فیس لیفت این مدل انجام شد. |       |
| ۲۰۰۸-اکنون > ۱٫۰۰۰٫۰۰۰ | فورد فیستا سری۷              | نسل هفتم از فیستا است. این مدل از سال ۲۰۱۱ با نام فورد فیستا دبلیوآرسی آراس، در رالی قهرمانی جهان شرکت نمود. اواخر سال ۲۰۱۲ نیز فیس لیفت این مدل انجام شد. |       |
| خودروهای مینی ام‌پی‌وی   |                              | |       |
| ۲۰۰۲–۲۰۱۲              | فورد فوژن اروپا              | بر پایه فورد فیستا نسل دوم ساخته شد. فیس لیفت آن در سال ۲۰۰۵ انجام شد. |       |
| ۲۰۱۲-اکنون             | فورد بی-مکس                  | نسل نهم از مدل فیستا است. |       |
| خودروهای کامپکت        |                              | |       |
| ۱۹۶۸–۱۹۷۴ ۲٫۱۴۰٫۰۰۰    | فورد اسکورت                  | طراحی و توسعه این مدل، در کارخانه فورد بریتانیا انجام شده است. مدل اسکورت، از ۱۹۷۴ توسط فورد اروپا تولید می‌شد. |       |
| ۱۹۷۴–۱۹۸۰ ۱٫۶۰۷٫۰۰۰    | فورد اسکورت ۷۵               | مدل اصلاح شده از فورد اسکورت بود، که با موتور ۱۸۰۰ سی‌سی، در رالی قهرمانی جهان شرکت کرد. |       |
| ۱۹۸۰–۱۹۸۶              | فورد اسکورت ۸۱               | از طراحی مجدد مدل اسکورت، با تغییرات در موتور و بدنه آن، در کلاس خودروهایی کروکی، با موتورهای ۱۶۰۰آی و آراس توربو ساخته می‌شد. |       |
| ۱۹۸۳–۱۹۸۶              | فورد اریون                   | خودروی هاچ‌بک چهار در خانوادگی از فورد اسکورت می‌باشد. |       |
| ۱۹۸۶–۱۹۹۰              | فورد اسکورت ۸۶               | مدل توسعه یافته از اسکورت می‌باشد، که از نظر طراحی داخلی و بدنه خودرو، تغییرات بسیار زیادی در آن انجام شده است. این مدل، بهترین سری از فورد اسکورت به‌شمار می‌آید. |       |
| ۱۹۸۶–۱۹۹۰              | فورد اریون                   | مدل توسعه یافته از مدل اریون با تغییراتی مانند استفاده از پنجره مشبک. |       |
| ۱۹۹۸–۲۰۰۴              | فورد فوکوس                   | جانشین موفق مدل فورد اسکورت می‌باشد، که در سال‌های ۲۰۰۰ و ۲۰۰۱ بالاترین میزان فروش را در جهان به خود اختصاص داد. این مدل، از سال ۱۹۹۹ با تغییرات اندک، تحت نام فورد فوکوس دبلیوآرسی، در رالی قهرمانی جهان شرکت کرده است. |       |
| ۲۰۰۴–۲۰۱۰              | فورد فوکوس نسل دوم           | نسل دوم از مدل فوکوس بود، که در کلاس کوپه عرضه شد. مدل کروکی آن نیز از سال ۲۰۰۷ تولید شد. در فوریه ۲۰۰۸ فیس لیفت این مدل انجام گردید. |       |
| ۲۰۱۱-اکنون             | فورد فوکوس نسل سوم           | نسل سوم از مدل فوکوس که اندکی جمع‌وجور شده است. این مدل تنها در بازارهای اروپا و ایالات متحده آمریکا عرضه می‌شود. |       |
| خودروهای متوسط         |                              | |       |
| ۱۹۳۹–۱۹۴۲ ۱۹۴۸–۱۹۵۲    | فورد تاونوس جی۹۳ای           | خودروی سایز متوسط است، که فاصله میان خودروهای مدل کوچک و بزرگ را در بازار دهه‌های ۱۹۴۰ و ۱۹۵۰ فورد را پر می‌کرد. |       |
| ۱۹۵۲–۱۹۵۹ ۳۷۵٫۱۱۶      | فورد جی۱۳                    | بر پایه فورد تاونوس و با موتور ۱٫۵ لیتری و در دو کلاس ون و اسپورت تولید می‌شد. |       |
| ۱۹۵۹–۱۹۶۲ ۲۴۵٫۶۱۴      | فورد تاونوس ۱۲ام             | نسخه تجدید نظر شده از مدل تاونوس بود و با موتور ۱٫۵ لیتری تولید می‌شد. |       |
| ۱۹۶۲–۱۹۶۶ ۶۷۲٫۲۹۵      | فورد پی۴                     | نخستین مدل از خودروهای فورد بود، که موتور آن، در پشت خودرو تعبیه شده بود. این مدل که طراحی و توسعه آن، تحت نام فورد کاردینال انجام شده بود، برای رقابت با فولکس‌واگن بیتل، در بازار ایالات متحده عرضه شد. |       |
| ۱۹۶۶–۱۹۷۰ ۶۶۸٫۱۸۷      | فورد پی۶                     | جانشین مدل فورد پی۴ بود، که با موتور ۴ سیلندر و دیفرانسیل جلو تولید می‌شد. |       |
| ۱۹۶۲–۱۹۸۲              | فورد کورتینا                 | این مدل که توسط شرکت فورد بریتانیا و بر پایه فورد کاپری ساخته شد، در دهه ۱۹۷۰ بالاترین فروش را در میان همه خودروهای موجود در بریتانیا داشته است. فورد کورتینا نخستین خودروی بود که شرکت کره‌ای هیوندای موتور، موفق به تولید آن شد.                                                                                                  |       |
| ۱۹۷۰–۱۹۵۵              | فورد فیرلین (آمریکا)         | این مدل نام خود را از منطقه محل زندگی هنری فورد، یعنی فیرلین، دیربورن، میشیگان گرفته است. |       |
| ۲۰۰۷–۱۹۵۹              | فورد فیرلین (استرالیا)       | خودرویی است که در سال‌های ۱۹۵۹ تا ۲۰۰۷ تولید شده است. |       |
| ۱۹۸۲–۱۹۸۶              | فورد سیرا                    | |       |
| ۱۹۷۵ –۱۹۸۲             | فورد گرانادا (آمریکای شمالی) | این خودرو در کلاس خودرو سایز متوسط قرار گرفته است. سامانه جعبه‌دندهٔ آن ۴ دنده به صورت دستی است. |       |
| ۱۹۸۶–۱۹۹۱              | فورد تاروس (نسل اول)         | این مدل در کارخانه فورد در شیکاگو، ایالات متحده آمریکا تولید شده است. |       |
| ۱۹۹۲–۱۹۹۵              | فورد تاروس (نسل دوم)         | مدل توسعه یافته از تاروس نسل اول. |       |
| ۱۹۹۳–۲۰۰۷              | فورد موندئو                  | |       |
| ۱۹۹۶–۱۹۹۹              | فورد تاروس (نسل سوم)         | مدل توسعه یافته از تاروس نسل دوم. |       |
| ۲۰۰۰–۲۰۰۷              | فورد تاروس (نسل چهارم)       | مدل توسعه یافته از تاروس نسل سوم. |       |
| ۲۰۰۵–۲۰۱۲              | فورد فوژن (آمریکا)           | نسل اول فورد فیوژن جایگزینی بود برای سری تاروس که تا پیش از تولد فیوژن، پرچم دار سدان سایز متوسط فورد بود. تاروس پس از این سدانی فول سایز شد. نسل اول فیوژن از سال ۲۰۰۵ تا ۲۰۱۲ تولید شد. در طی سال‌های تولید، این خودرو چندین فیس لیفت ضعیف و قوی را تجربه کرد. در نمایشگاه خودرو دیترویت در سال ۲۰۱۲ نسل دوم فیوژن پرده‌برداری شد. |       |
| خودروهای شرکتی         |                              | |       |
| ۱۹۵۷–۱۹۶۰ 239.987      | فورد پی۲                     | این مدل طراحی مجدد از یک مدل فورد پس از جنگ جهانی دوم می‌باشد، که توسط کارخانه فورد آلمان با استفاده از پلتفرم فورد تانوس ساخته شد. |       |
| ۱۹۶۰–۱۹۶۴ ۶۶۹٫۷۳۱      | فورد پی۳                     | این مدل از نظر نحوه طراحی، به‌عنوان نقطه عطفی در تاریخچه خودروهای فورد، شناخته می‌شود. |       |
| ۱۹۶۴–۱۹۶۷ ۷۱۰٫۰۵۹      | فورد پی۵                     | جانشین مدل فورد پی۳ بود، که با موتور ۶ سیلند وی۶ عرضه شد. |       |
| ۱۹۶۷–۱۹۷۱ ۷۲۳٫۲۶۲      | فورد پی۷                     | این مدل بر مبنای فورد پی۵ ساخته شد، که بدنه و موتور آن توسعه یافته است. |       |
| ۱۹۷۲–۱۹۷۵              | فورد کنسول                   | نسخه اقتصادی گرانادا بود، که با موتور ۴ سیلندر تولید شد. |       |
| ۱۹۷۲–۱۹۷۷ ۸۵۰٫۰۰۰      | فورد گرانادا                 | جانشین فورد پی۷ بود، که در دو مدل کوپه ۲ در و سدان ۴ در تولید گردید. |       |
| خودروهای کوپه          |                              | |       |
| ۱۹۶۴-اکنون             | فورد موستانگ                 | از موستانگ تاکنون این مدل‌ها تولید شده‌اند: فورد موستانگ (نسل اول)، فورد موستانگ (نسل پنجم)، فورد موستانگ (نسل چهارم)، فورد موستانگ (نسل سوم)، فورد موستانگ آی، فورد موستانگ اس‌اس‌پی، فورد موستانگ اس‌وی‌او، فورد موستانگ اس‌وی‌تی کبری و فورد موستانگ ماچ ۱                                                                              |       |
| ۱۹۶۷–۱۹۶۸ ca ۲٫۲۰۰     | اواس‌آی-فورد ۲۰               | |       |
| ۱۹۶۸–۱۹۷۳ ۷۸۴٫۰۰۰      | فورد کاپری                   | |       |
| ۱۹۷۴–۱۹۷۷              | فورد کاپری ۲                 | |       |
| ۱۹۷۸–۱۹۸۶              | فورد کاپری ۳                 | |       |
| ۱۹۸۳–۱۹۸۶ ۲۰۰          | فورد آراس۲۰۰                 | |       |
| ۱۹۸۸–۱۹۹۷              | فورد پروب                    | |       |
| ۱۹۹۷–۲۰۰۲              | فورد پوما                    | بر پایه فورد فیستا سری۶ |       |
| ۱۹۹۸–۲۰۰۲ ۲۳۰٫۰۰۰      | فورد کوگر (اروپا)            | |       |
| خودروهای ترکیبی        |                              | |       |
| ۲۰۰۲–۲۰۱۳              | فورد تورنئو کانکت            | این مدل در کلاس ون تولید شده است. |       |
| ۲۰۱۳-اکنون             | فورد ترانسیت کانکت           | در سال ۲۰۱۴ نسل دوم از این مدل با تغییراتی در موتور و بدنه، عرضه شد. |       |
| ۲۰۱۴-اکنون             | فورد ترانسیت کوریه           | این مدل از ترکیب پلتفرم‌های فورد فیستا و فورد بی-مکس ساخته شده است. |       |
| خودروهای کامپکت ام‌پی‌وی |                              | |       |
| ۲۰۰۳–۲۰۱۰ ۸۲۰٫۰۰۰      | فورد سی-مکس                  | فیس لیفت این مدل در سال ۲۰۰۷ انجام شد. |       |
| ۲۰۱۰-اکنون             | فورد گرند سی-مکس             | نسل دوم از مدل سی-مکس می‌باشد. |       |
| خودروهای مینی‌ون        |                              | |       |
| ۱۹۹۵–۲۰۰۶              | فورد گالکسی                  | خودروی ون خانوادگی بزرگ که از نظر طراحی، شباهت‌های زیادی با فولکس‌واگن شاران دارد. |       |
| ۱۹۹۵–۲۰۰۳              | فورد وینداستار               | |       |
| ۲۰۰۶-اکنون             | فورد گالکسی سری دوم          | نسل دوم از مدل فورد موندئو است. فیس لیفت این مدل در سال ۲۰۱۰ انجام شد. |       |
| ۲۰۰۶-اکنون'            | فورد اس-مکس                  | بر پایه پلتفرم فورد موندئو طراحی شده و در کلاس ون اسپورت با موتور توربو ۵ سیلندر عرضه شده است. |       |
| خودروهای بیابانگرد     |                              | |       |
| ۱۹۹۳–۱۹۹۸              | فورد ماوریک                  | این مدل بر پایه نیسان ترانو ساخته شده است. |       |
| ۱۹۹۰-اکنون             | فورد اکسپلورر                | این مدل در کلاس اس‌یووی سایز بزرگ تولید می‌شود. |       |
| ۱۹۸۲-اکنون'            | فورد رنجر                    | از این مدل ۴ نسل از دهه ۱۹۸۰ تاکنون در ایالات متحده و از سال ۲۰۱۲ نیز در اروپا تولید می‌شود. |       |
| خودروهای شاسی بلند     |                              | |       |
| ۲۰۰۰–۲۰۰۷              | فورد ماوریک اروپا            | بر پایه مدل فورد اسکیپ می‌باشد و در پلتفرم، با مزدا تریبیوت مشترک است. |       |
| ۲۰۰۳-اکنون             | فورد اکواسپورت               | |       |
| ۲۰۰۸–۲۰۱۳              | فورد کوگا اس‌یووی             | مدل اس‌یووی از کوگا است، که در کارخانه کلن فورد ساخته شده است. |       |
| ۲۰۱۳-اکنون             | فورد کوگا                    | نسخه سوم از فورد اسکیپ است. |       |

## خانواده فورد
خانواده برجسته آمریکایی است، که از نوادگان هنری فورد می‌باشند. از سال ۱۹۰۳ که شرکت فورد تأسیس شد، تا ۱۹۴۷ که هنری فورد درگذشت، تنها مالک شرکت، شخص فورد بود. فورد پس از مرگ، همهٔ ثروتش را به بنیاد فورد بخشید، اما ترتیبی داد که خانواده‌اش برای همیشه کنترل آن را در دست داشته باشند.
خانواده فورد هم‌اکنون مالکیت ۲٪ درصد از سهام شرکت فورد را در اختیار دارند. بر پایه ارزش بازار سرمایه این شرکت، که در سال ۲۰۱۳ معادل ۴۸ میلیارد دلار اعلام شد، ارزش اسمی دارایی خانواده فورد، در شرکت، برابر ۱٫۲ میلیارد دلار برآورد می‌شود.
از اعضای شناخته شده خانواده فورد، می‌توان به افراد زیر اشاره کرد:
- هنری فورد: مؤسس شرکت‌های فورد و هنری فورد شرکت.
- ادسل فورد: بنیان‌گذار شرکت ادسل (پسر هنری فورد).
- هنری فورد دوم: فرزند ادسل فورد، مدیر عامل اجرایی شرکت فورد در فاصله سال‌های ۱۹۴۵ تا ۱۹۶۰ و رئیس هیئت مدیره فورد از ۱۹۶۰ تا ۱۹۷۹.
- ویلیام کلی فورد، جونیور.: رئیس هیئت مدیره فعلی شرکت فورد و از نوادگان هنری فورد.